# Orobica Calcio Bergamo 2018-2019
Questa voce raccoglie le informazioni riguardanti l'Associazione Sportiva Dilettantistica Orobica Calcio Bergamo nelle competizioni ufficiali della stagione 2018-2019.

## Stagione
La stagione 2018-2019 dell'Orobica, al ritorno in Serie A dopo l'unica presenza nella stagione 2014-2015, si è aperta con la conferma di Marianna Marini alla guida tecnica della squadra.

## Organigramma societario
Da sito societario.
Area amministrativa
- Presidente: Patrizia Meroni
- Vice Presidente: Raffaella Tammeo
- Amministratore Delegato: Antonio Marini
- Segretario Generale: Antonio Castiglione
- Segretario Sportivo: Katiuscia Sala Danna

Area tecnica
- Allenatore: Marianna Marini
- Preparatore atletico: Alessia Giudici
- Preparatore atletico: Sara Papadato
- Preparatore dei portieri: Luca Piazzalunga

## Rosa
Rosa aggiornata al 7 settembre 2018
| N. |                   | Ruolo | Calciatrice     |
| -- | ----------------- | ----- | --------------- |
| 1  | Italia (bandiera) | P     | Lia Lonni       |
| 2  | Italia (bandiera) | D     | Giorgia Milesi  |
| 3  | Italia (bandiera) | D     | Serena Cortesi  |
| 4  | Italia (bandiera) | A     | Laura Ghisi     |
| 5  | Italia (bandiera) | D     | Michela Milesi  |
| 7  | Italia (bandiera) | A     | Elisa Gaspari   |
| 8  | Italia (bandiera) | A     | Valeria Fodri   |
| 9  | Italia (bandiera) | D     | Guya Vavassori  |
| 10 | Italia (bandiera) | C     | Chiara Barcella |
| 11 | Italia (bandiera) | C     | Mara Assoni     |
| 14 | Italia (bandiera) | A     | Alice Foti      |
| 17 | Italia (bandiera) | D     | Giulia Segalini |
| 18 | Italia (bandiera) | A     | Luana Merli     |

| N. |                   | Ruolo | Calciatrice         |
| -- | ----------------- | ----- | ------------------- |
| 19 | Italia (bandiera) | A     | Chiara Massussi     |
| 20 | Italia (bandiera) | P     | Giorgia Bettineschi |
| 21 | Italia (bandiera) | D     | Marta Brasi         |
| 22 | Italia (bandiera) | C     | Cristina Merli      |
| 23 | Italia (bandiera) | C     | Chiara Poeta        |
| 24 | Italia (bandiera) | A     | Beatrice Piovani    |
| 25 | Italia (bandiera) | D     | Chiara Viscardi     |
| 26 | Italia (bandiera) | C     | Valeria Madaschi    |
| 27 | Italia (bandiera) | C     | Federica Parsani    |
| 28 | Italia (bandiera) | C     | Karin Czeczka       |
| 29 | Italia (bandiera) | A     | Bengalina Tishler   |
| 48 | Italia (bandiera) | D     | Martina Zamboni     |
|    | Italia (bandiera) | C     | Marzia Visani       |

## Calciomercato

### Sessione estiva
| Acquisti | Acquisti            | Acquisti          | Acquisti   |
| R.       | Nome                | da                | Modalità   |
| -------- | ------------------- | ----------------- | ---------- |
| P        | Giorgia Bettineschi | Atletico Oristano | definitivo |
| D        | Giulia Segalini     | Azalee            | definitivo |
| C        | Mara Assoni         | Cortefranca       | definitivo |
| D        | Karin Czeczka       | Azalee            | definitivo |
| A        | Alice Foti          | Fiamma Monza      | definitivo |
| A        | Laura Ghisi         | Brescia           | definitivo |
| A        | Beatrice Piovani    | Pro San Bonifacio | definitivo |
| A        | Bengalina Tishler   |                   | definitivo |

| Cessioni | Cessioni          | Cessioni  | Cessioni   |
| R.       | Nome              | a         | Modalità   |
| -------- | ----------------- | --------- | ---------- |
| P        | Milena Bertazzoli |           | svincolata |
| C        | Alice Cirillo     |           | svincolata |
| C        | Martina Foiadelli | Mozzanica | definitivo |
| A        | Roberta Ardemagni |           | svincolata |

### Sessione invernale
| Acquisti | Acquisti | Acquisti | Acquisti |
| R.       | Nome     | da       | Modalità |
| -------- | -------- | -------- | -------- |
|          |          |          |          |

| Cessioni | Cessioni         | Cessioni   | Cessioni   |
| R.       | Nome             | a          | Modalità   |
| -------- | ---------------- | ---------- | ---------- |
| A        | Laura Ghisi      | Mozzanica  | svincolata |
| A        | Chiara Massussi  | Brescia    | definitivo |
| A        | Beatrice Piovani | Cittadella | definitivo |

## Risultati

### Serie A

#### Girone di andata
| Arbitro: | Stefano Campagnolo (Bassano del Grappa) |

|               |           |  |
| Mascarello 4’ | Marcatori |  |

| Arbitro: | Michele Delrio (Reggio Emilia) |

|              |           |  |
| L. Merli 28’ | Marcatori |  |

| Arbitro: | Ferrieri Caputi (Livorno) |

|                                                      |           |  |
| Glionna 19’ Girelli 47’ Bonansea 64’, 66’ Caruso 70’ | Marcatori |  |

| Arbitro: | Luca Baldelli (Reggio Emilia) |

|  |           |                                 |
|  | Marcatori | 1’ Tona 65’ (rig.) Vicchiarello |

| Arbitro: | Ivan Catallo (Frosinone) |

|  |           |                           |
|  | Marcatori | 17’, 87’ Boni 34’ Tarenzi |

| Arbitro: | Giovanni Sanzo (Agrigento) |

|                                                    |           |  |
| Di Criscio 12’ Bonfantini 23’ Serturini 61’ (rig.) | Marcatori |  |

| Arbitro: | Andrea Bordin (Bassano del Grappa) |

|  |           |                                |
|  | Marcatori | 16’ Pellegrinelli 82’ Stracchi |

| Arbitro: | Marco Gullotta (Siracusa) |

|                                                 |           |              |
| Giugliano 25’ Tucceri Cimini 71’ Sabatino 90+2’ | Marcatori | 56’ C. Merli |

| Arbitro: | Simone Piazzini (Prato) |

|              |           |                 |
| C. Merli 48’ | Marcatori | 90+1’ Pittaccio |

| Arbitro: | Matteo Centi (Viterbo) |

|                                                                      |           |  |
| Breitner 5’ Vigilucci 14’ Clelland 21’, 33’ Parisi 52’ Philtjens 72’ | Marcatori |  |

| Arbitro: | Jacopo Bertini (Lucca) |

|  |           |                                |
|  | Marcatori | 32’, 74’ Cambiaghi 83’ Giurgiu |

#### Girone di ritorno
| Arbitro: | Gabriele Restaldo (Ivrea) |

|                                        |           |                               |
| Barcella 5’ Zamboni 17’ L. Merli 45+1’ | Marcatori | 56’ Ferin 78’, 88’ Pasqualini |

| Arbitro: | Luca Cherchi (Carbonia) |

|                                                 |           |                        |
| Rus 15’ (rig.) Ambrosi 21’ Pasini 26’ Dupuy 69’ | Marcatori | 59’ Fodri 87’ L. Merli |

| Arbitro: | Marco Emmanuele (Pisa) |

|  |           |                                                              |
|  | Marcatori | 18’ Cernoia 24’ Ekroth 59’ Bonansea 63’ Pedersen 90’ Glionna |

| Arbitro: | Giorgio Vergaro (Bari) |

|                                                      |           |                     |
| Vicchiarello 26’ Filangeri 37’ Salvatori Rinaldi 77’ | Marcatori | 21’ (rig.) L. Merli |

| Arbitro: | Simone Galipò (Firenze) |

|                                 |           |              |
| Tarenzi 32’ Boni 37’ Pirone 71’ | Marcatori | 10’ L. Merli |

| Arbitro: | Michele Delrio (Reggio Emilia) |

|                 |           |                                            |
| Assoni 74’, 82’ | Marcatori | 7’ Pugnali 64’ Bartoli 70’ (rig.) Bernauer |

| Arbitro: | Giuseppe Rispoli (Locri) |

|                                                 |           |  |
| Kelly 60’, 90+4’ Martinovic 70’ Scarpellini 89’ | Marcatori |  |

| Arbitro: | Ivan Catallo (Frosinone) |

|  |           |              |
|  | Marcatori | 24’ Giacinti |

| Arbitro: | Giuseppe Vingo (Pisa) |

|                                               |           |          |
| Di Bari 19’ Luijks 56’ Santoro 69’ Lázaro 84’ | Marcatori | 88’ Foti |

| Arbitro: | Daniele Virgilio (Trapani) |

|  |           |                            |
|  | Marcatori | 41’ Clelland 71’ Vigilucci |

| Arbitro: | Bogdan Nicolae Sfira (Pordenone) |

|                                              |           |  |
| Ferrato 4’ Iannella 52’ Vavassori 66’ (aut.) | Marcatori |  |

### Coppa Italia
| Arbitro: | Taricone (Perugia) |

|             |           |                                             |
| Czeczka 13’ | Marcatori | 15’ (aut.) Brasi 29’ Serturini 89’ Bernauer |

## Statistiche

### Statistiche di squadra
| Competizione | Punti | In casa | In casa | In casa | In casa | In casa | In casa | In trasferta | In trasferta | In trasferta | In trasferta | In trasferta | In trasferta | Totale | Totale | Totale | Totale | Totale | Totale | DR  |
| Competizione | Punti | G       | V       | N       | P       | Gf      | Gs      | G            | V            | N            | P            | Gf           | Gs           | G      | V      | N      | P      | Gf     | Gs     | DR  |
| ------------ | ----- | ------- | ------- | ------- | ------- | ------- | ------- | ------------ | ------------ | ------------ | ------------ | ------------ | ------------ | ------ | ------ | ------ | ------ | ------ | ------ | --- |
| Serie A      | 5     | 11      | 1       | 2       | 8       | 7       | 25      | 11           | 0            | 0            | 11           | 6            | 39           | 22     | 1      | 2      | 19     | 13     | 64     | -51 |
| Coppa Italia | -     | 1       | 0       | 0       | 1       | 1       | 3       | 0            | 0            | 0            | 0            | 0            | 0            | 1      | 0      | 0      | 1      | 1      | 3      | -2  |
| Totale       | -     | 12      | 1       | 2       | 9       | 8       | 28      | 11           | 0            | 0            | 11           | 6            | 39           | 23     | 1      | 2      | 20     | 14     | 67     | -53 |

### Andamento in campionato
| Giornata  | 1 | 2 | 3  | 4  | 5  | 6  | 7  | 8  | 9  | 10 | 11 | 12 | 13 | 14 | 15 | 16 | 17 | 18 | 19 | 20 | 21 | 22 |
| --------- | - | - | -- | -- | -- | -- | -- | -- | -- | -- | -- | -- | -- | -- | -- | -- | -- | -- | -- | -- | -- | -- |
| Luogo     | T | C | T  | C  | C  | T  | C  | T  | C  | T  | C  | C  | T  | C  | T  | T  | C  | T  | C  | T  | C  | T  |
| Risultato | P | V | P  | P  | P  | P  | P  | P  | N  | P  | P  | N  | P  | P  | P  | P  | P  | P  | P  | P  | P  | P  |
| Posizione | 9 | 7 | 11 | 11 | 10 | 11 | 11 | 11 | 11 | 11 | 11 | 11 | 12 | 12 | 12 | 12 | 12 | 12 | 12 | 12 | 12 | 12 |

Legenda:

Luogo: C = Casa; T = Trasferta. Risultato: V = Vittoria; N = Pareggio; P = Sconfitta.

### Statistiche delle giocatrici
| Giocatore      | Serie A  | Serie A | Serie A     | Serie A    | Coppa Italia | Coppa Italia | Coppa Italia | Coppa Italia | Totale   | Totale | Totale      | Totale     |
| Giocatore      | Presenze | Reti    | Ammonizioni | Espulsioni | Presenze     | Reti         | Ammonizioni  | Espulsioni   | Presenze | Reti   | Ammonizioni | Espulsioni |
| -------------- | -------- | ------- | ----------- | ---------- | ------------ | ------------ | ------------ | ------------ | -------- | ------ | ----------- | ---------- |
| M. Assoni      | 15       | 2       | 0           | 0          | 0            | 0            | 0            | 0            | 15       | 2      | 0           | 0          |
| C. Barcella    | 21       | 1       | 0           | 0          | 0            | 0            | 0            | 0            | 21       | 1      | 0           | 0          |
| G. Bettineschi | 6        | -23     | 0           | 0          | 1            | -3           | 0            | 0            | 7        | -26    | 0           | 0          |
| M. Brasi       | 19       | 0       | 3           | 0          | 1            | 0            | 0            | 0            | 20       | 0      | 3           | 0          |
| S. Cortesi     | 3        | 0       | 0           | 0          | -            | -            | -            | -            | 3        | 0      | 0           | 0          |
| K. Czeczka     | 18       | 0       | 0           | 0          | 1            | 1            | 0            | 0            | 19       | 1      | 0           | 0          |
| V. Fodri       | 18       | 1       | 1           | 0          | 1            | 0            | 0            | 0            | 19       | 1      | 1           | 0          |
| A. Foti        | 16       | 1       | 0           | 0          | 1            | 0            | 0            | 0            | 17       | 1      | 0           | 0          |
| E. Gaspari     | 8        | 0       | 0           | 0          | -            | -            | -            | -            | 8        | 0      | 0           | 0          |
| L. Ghisi       | 0        | 0       | 0           | 0          | -            | -            | -            | -            | 0        | 0      | 0           | 0          |
| L. Lonni       | 16       | -41     | 0           | 0          | 0            | 0            | 0            | 0            | 16       | -41    | 0           | 0          |
| V. Madaschi    | 2        | 0       | 0           | 0          | 0            | 0            | 0            | 0            | 2        | 0      | 0           | 0          |
| C. Massussi    | 3        | 0       | 0           | 0          | -            | -            | -            | -            | 3        | 0      | 0           | 0          |
| C. Merli       | 13       | 1       | 0           | 0          | 1            | 0            | 0            | 0            | 14       | 1      | 0           | 0          |
| L. Merli       | 22       | 6       | 0           | 0          | 1            | 0            | 0            | 0            | 23       | 6      | 0           | 0          |
| G. Milesi      | 14       | 0       | 1           | 0          | -            | -            | -            | -            | 14       | 0      | 1           | 0          |
| M. Milesi      | 6        | 0       | 0           | 0          | 0            | 0            | 0            | 0            | 6        | 0      | 0           | 0          |
| F. Parsani     | 13       | 0       | 1           | 0          | 1            | 0            | 0            | 0            | 14       | 0      | 1           | 0          |
| B. Piovani     | 1        | 0       | 0           | 0          | -            | -            | -            | -            | 1        | 0      | 0           | 0          |
| C. Poeta       | 22       | 0       | 1           | 0          | 1            | 0            | 0            | 0            | 23       | 0      | 1           | 0          |
| G. Segalini    | 14       | 0       | 1           | 0          | 1            | 0            | 0            | 0            | 15       | 0      | 1           | 0          |
| B. Tishler     | 6        | 0       | 0           | 0          | -            | -            | -            | -            | 6        | 0      | 0           | 0          |
| G. Vavassori   | 21       | 0       | 0           | 0          | 1            | 0            | 0            | 0            | 22       | 0      | 0           | 0          |
| M. Visani      | 1        | 0       | 0           | 0          | -            | -            | -            | -            | 1        | 0      | 0           | 0          |
| C. Viscardi    | 13       | 0       | 0           | 0          | 1            | 0            | 0            | 0            | 14       | 0      | 0           | 0          |
| M. Zamboni     | 11       | 1       | 1           | 0          | 0            | 0            | 0            | 0            | 11       | 1      | 1           | 0          |